# Féodor Hoffbauer
Féodor Joseph Hubert Hoffbauer, auch Fédor Joseph Hubert Hoffbauer und Théodore (Theodor) Josef Hubert Hoffbauer (* 13. Oktober 1839 in Neuss, Rheinprovinz; † 28. Oktober 1922 in Paris), war ein deutsch-französischer Architekturmaler, Illustrator, Architekt und Bauhistoriker. Bekannt wurde er vor allem durch die bildliche Rekonstruktion historischer Pariser Stadtansichten.

## Leben

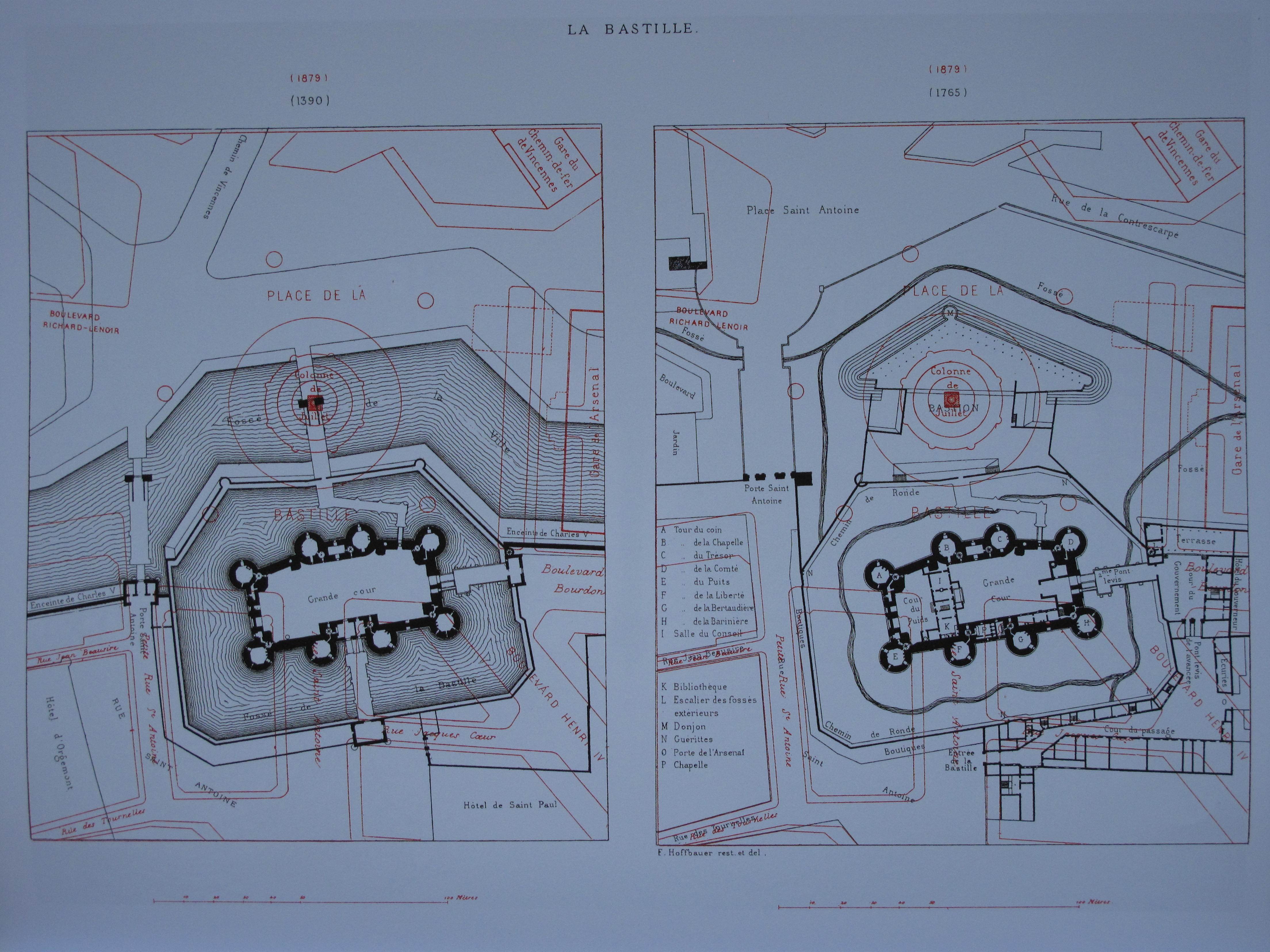
Hoffbauers Plan zur Gegenüberstellung von historischen Stadtstrukturen an der Bastille: 1390/1878 (links) und 1765/1878 (rechts)

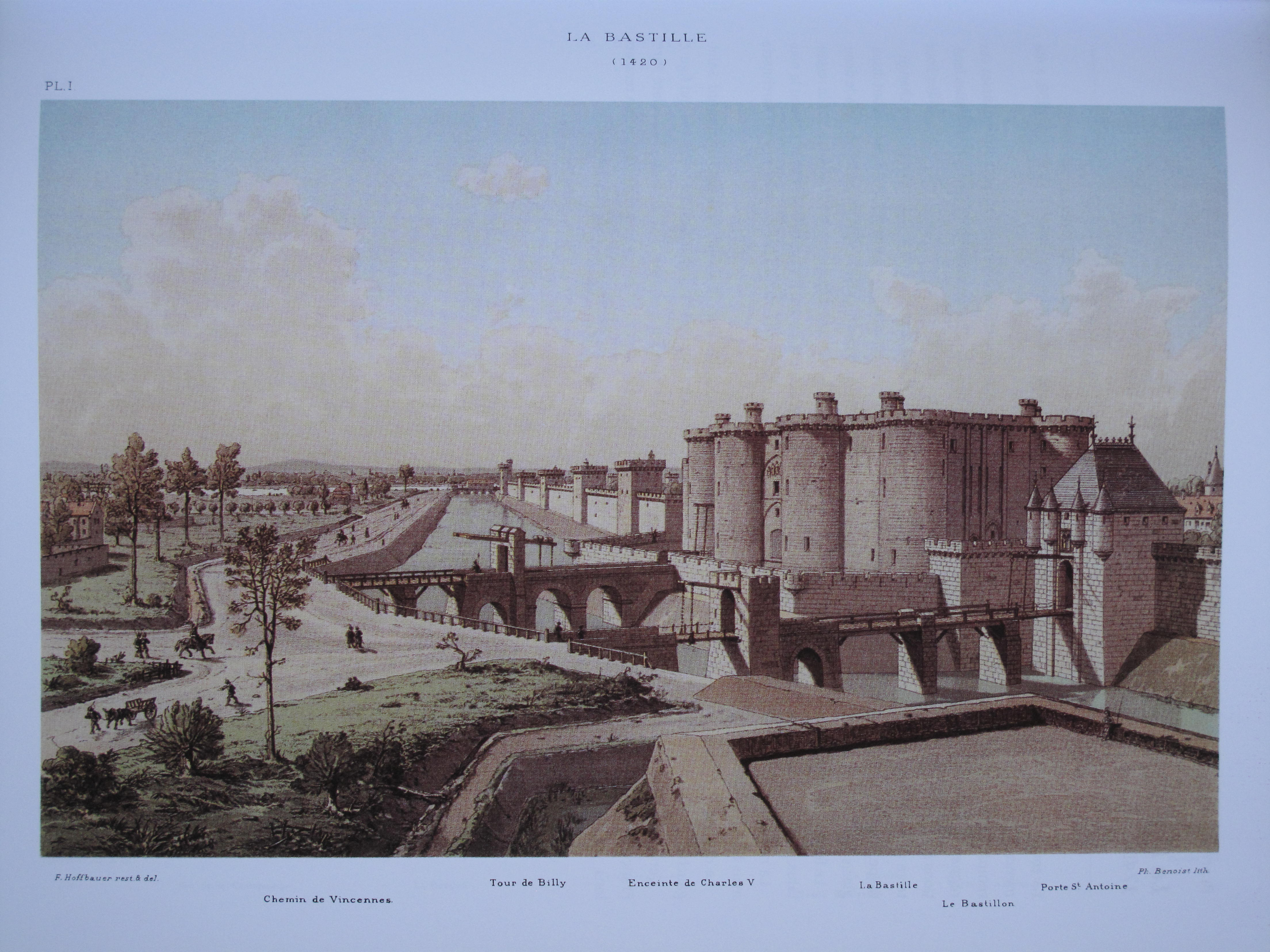
Hoffbauers Versuch der Rekonstruktion einer Ansicht der Bastille im Jahr 1420 (1885)

Hoffbauer, Spross einer Familie aus dem Elsass, wurde in Neuss am Rhein geboren. Bereits 1851 kam er nach Paris. 1860 wanderte er nach dorthin aus. 1873, nach dem Deutsch-Französischen Krieg, wurde er französischer Staatsbürger. Er heiratete Marie Clemence Belloc, die Charles Hoffbauer (1875–1957) gebar, der später ebenfalls Maler wurde. 1876 war Hoffbauer als Stecher in Paris tätig, ab 1877 als Architekt, 1881 in Meudon, 1896 wieder in Paris.
Hoffbauer zeigte großes Interesse an Bauforschung und Pariser Stadtbaugeschichte. Von 1874 bis 1889 war er Mitglied der Société de l’histoire de Paris et de l’Île-de-France, von 1886 bis 1900 Mitglied der Société des amis des monuments parisiens, von 1888 bis 1896 in deren Komitee. Von 1898 bis 1922 war er Mitglied der Société historique du VIe arrondissement de Paris, die er mit gegründet hatte. Von 1913 bis zu seinem Tod gehörte er der Commission du Vieux Paris an, die von dem Pariser Stadtrat Alfred Lamouroux angeregt und 1897 vom Präfekten Justin de Selves gegründet worden war, um Monuments historiques sowie archäologisch bedeutende Bodenfunde zu erkennen und sichern.
1889 wurde er durch Dioramen bekannt, die unter dem Titel Diorama de Paris à travers les âges im Theater Marigny an der Avenue des Champs-Élysées gezeigt wurden. Diese Ansichten aus verschiedenen Phasen der Pariser Stadtgeschichte hatte er seit 1875 entwickelt und in verschiedenen Ausgaben unter dem Titel Paris à travers les âges veröffentlicht. Neben Eugène Viollet-le-Duc trug Hoffbauer durch seine Arbeit wesentlich dazu bei, ein Bewusstsein für das baugeschichtliche Erbe von Paris zu schaffen.

## Illustrationen (Auswahl)

Geschichte des Cimetière des Innocents
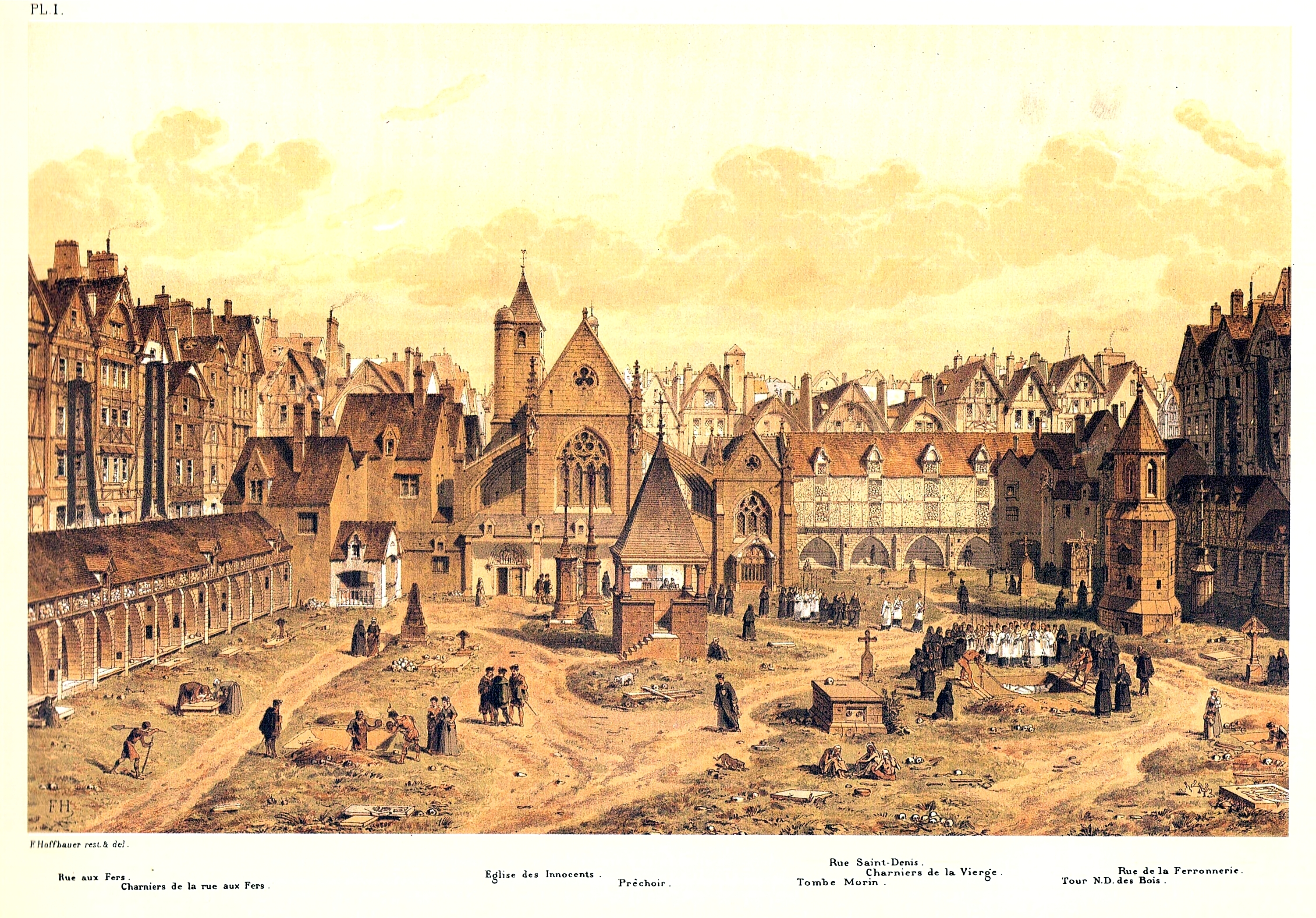
1550: Friedhof von Saints-Innocents
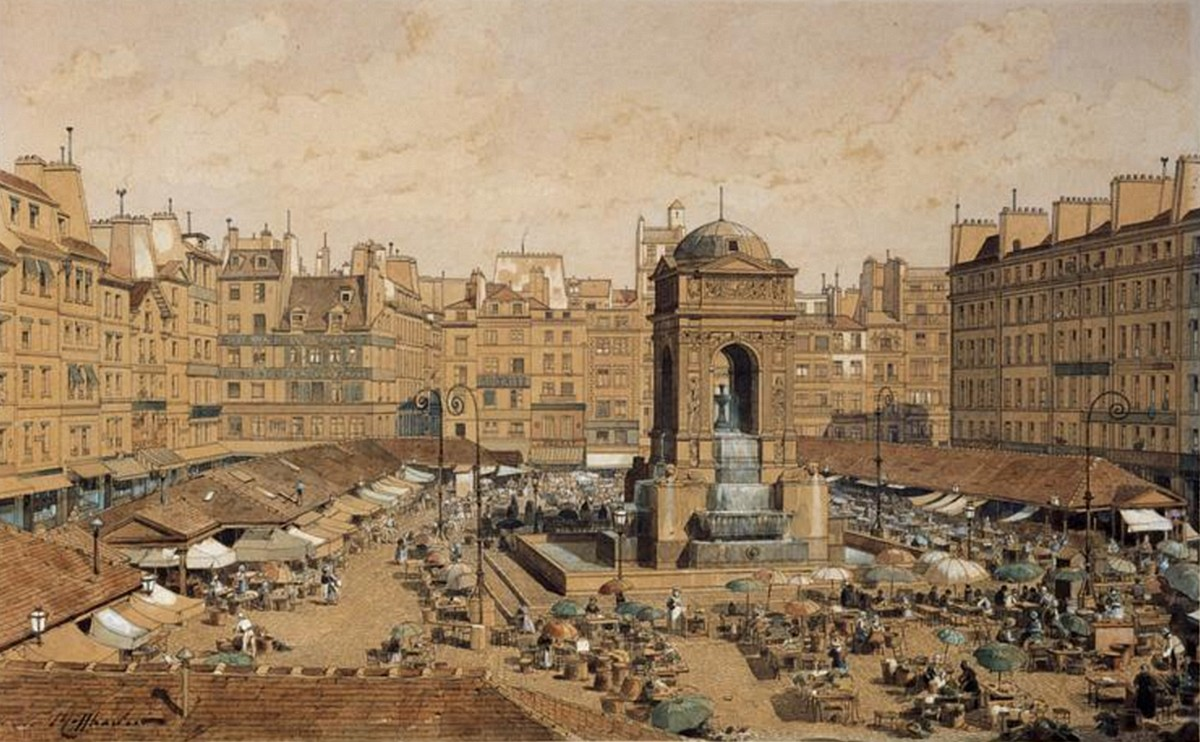
1850: Marktplatz Saints-Innocents in Paris

Geschichte des Hôtel de Ville
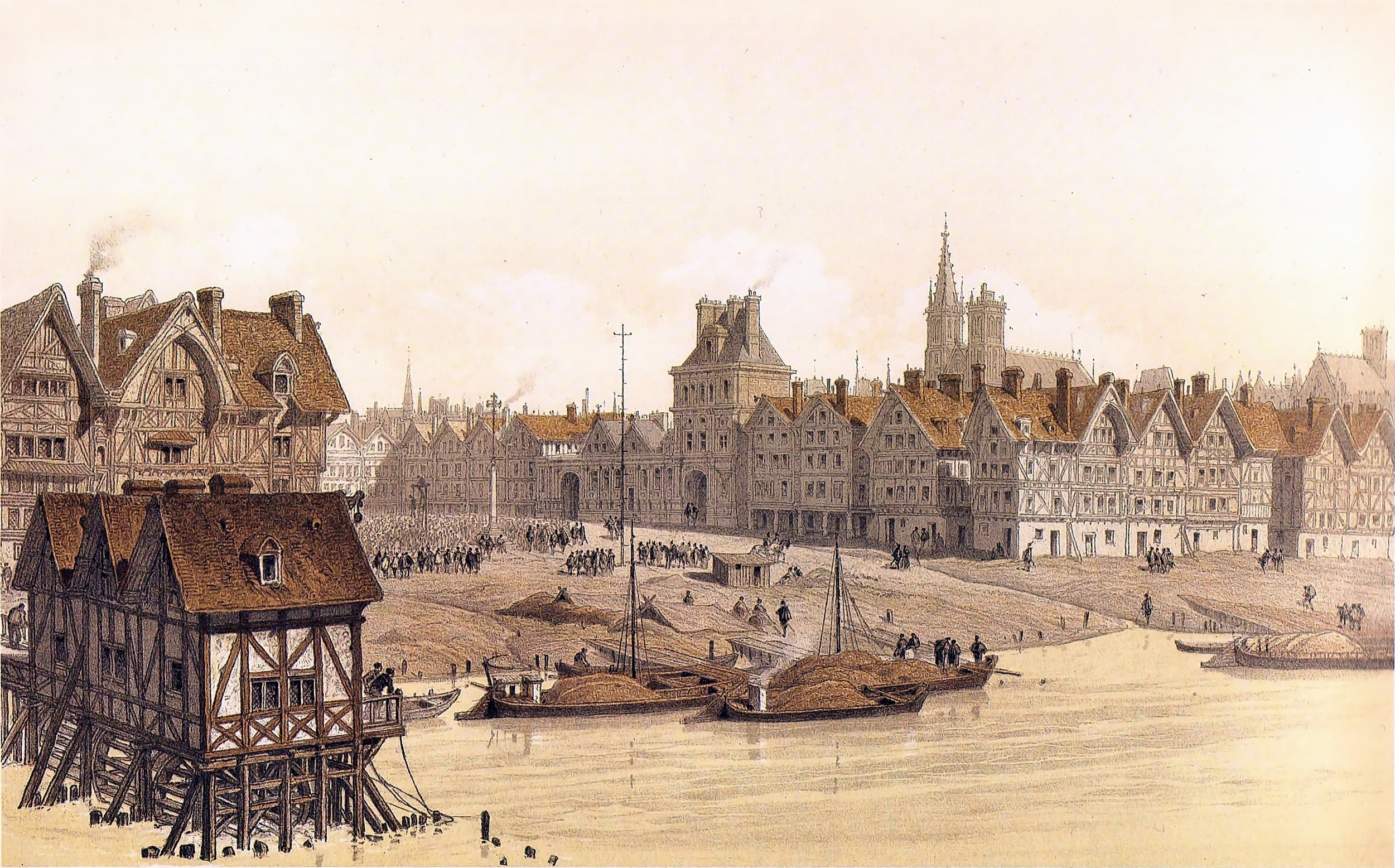
1583
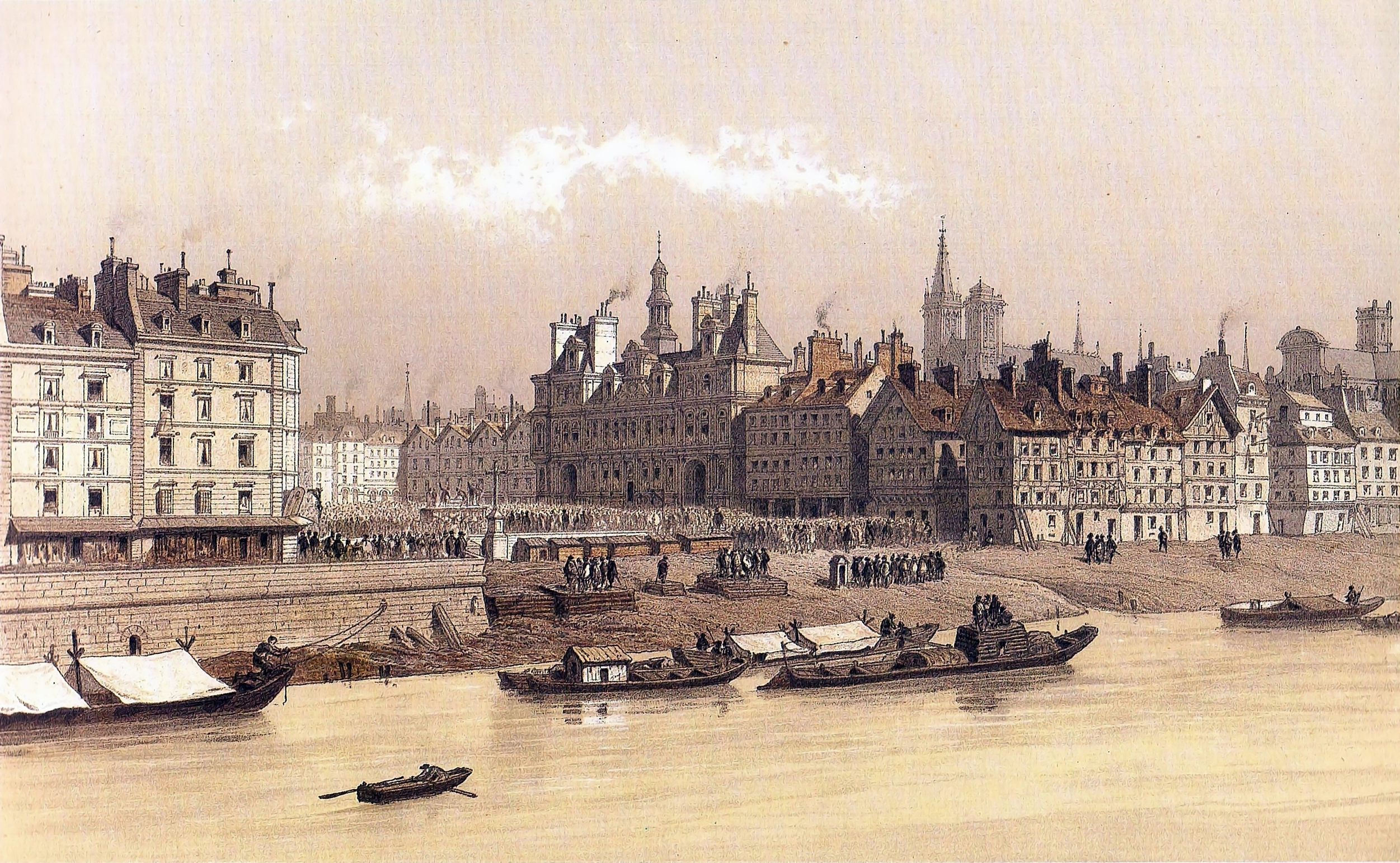
1740
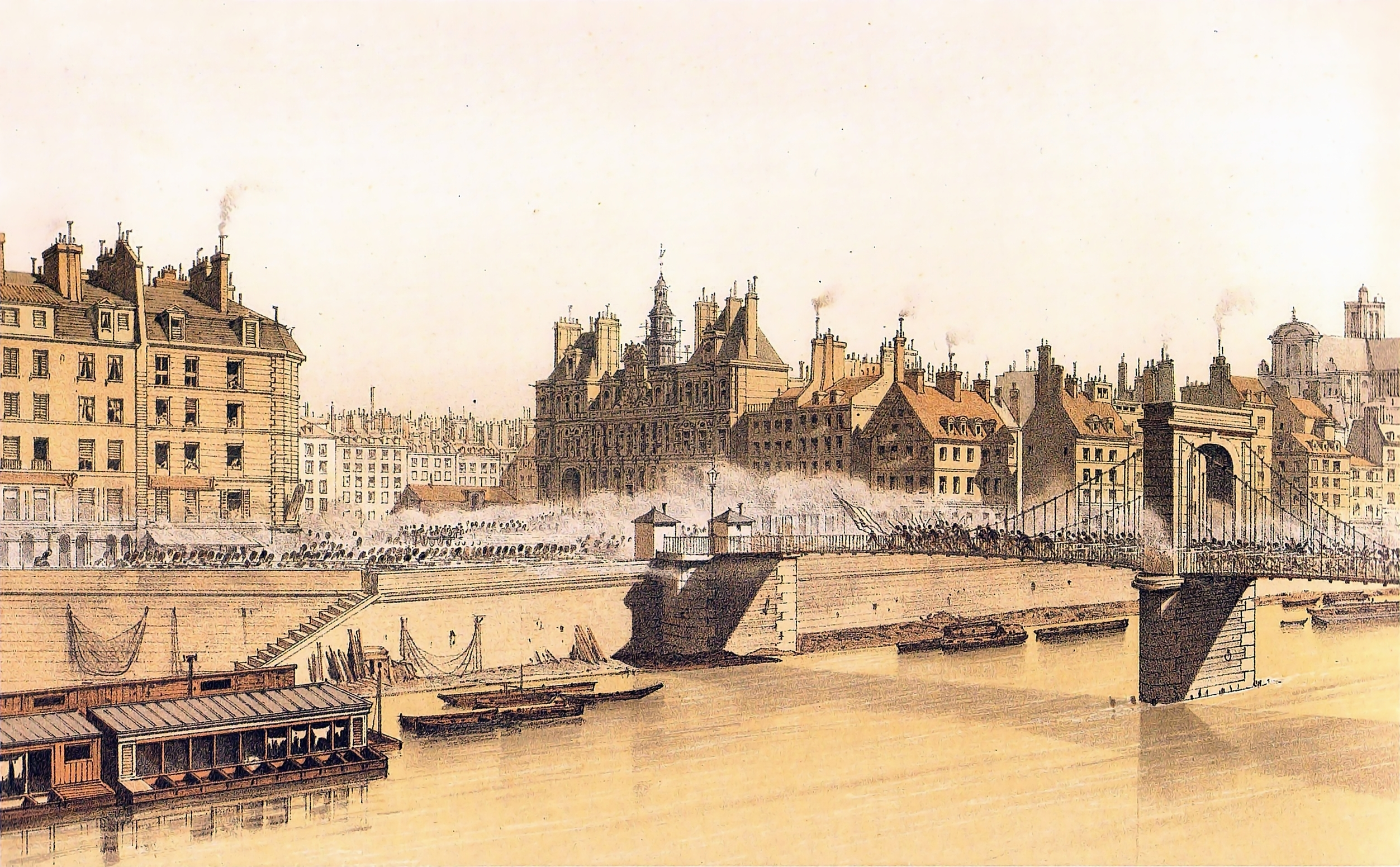
28. Juli 1830: Julirevolution
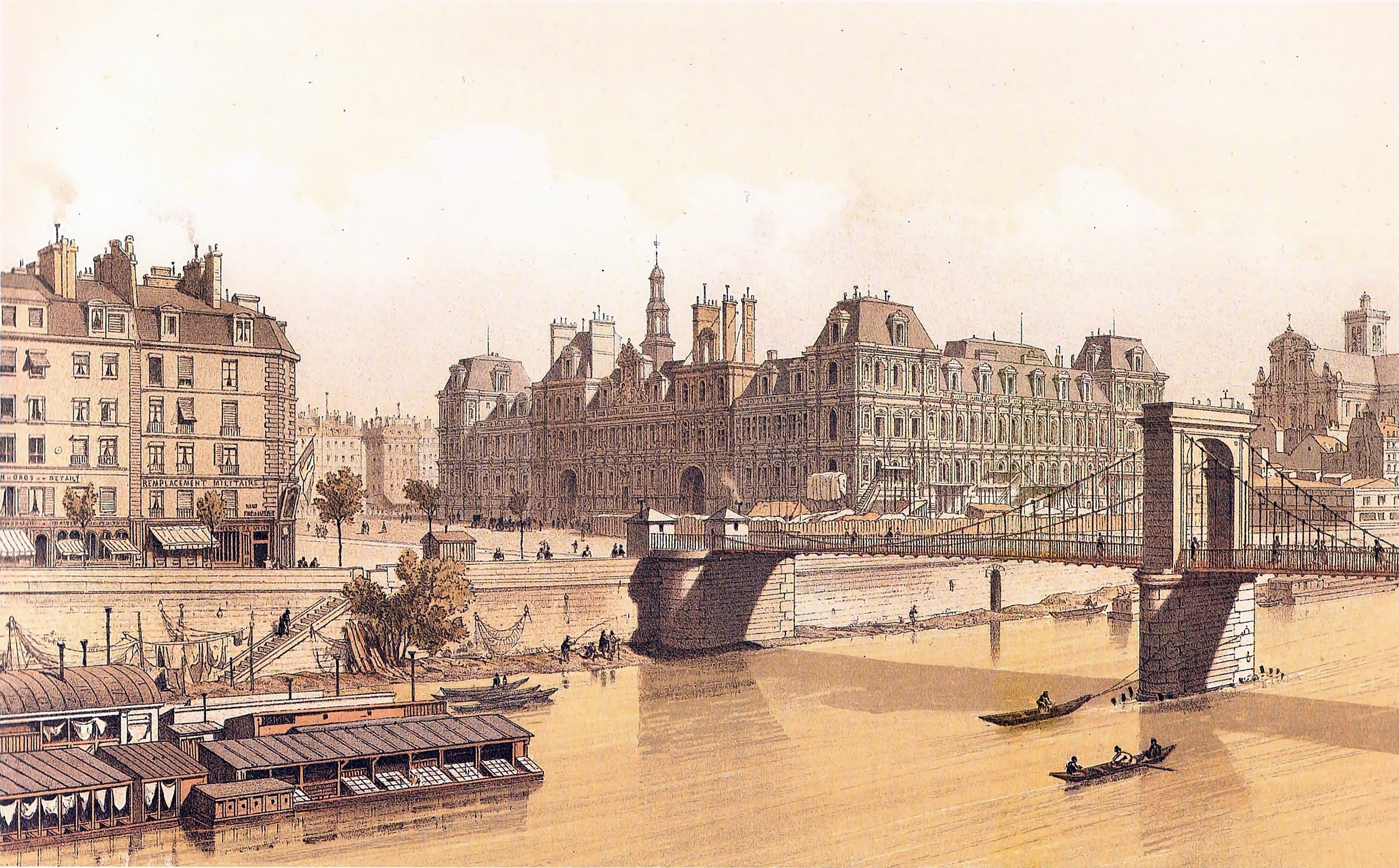
1842
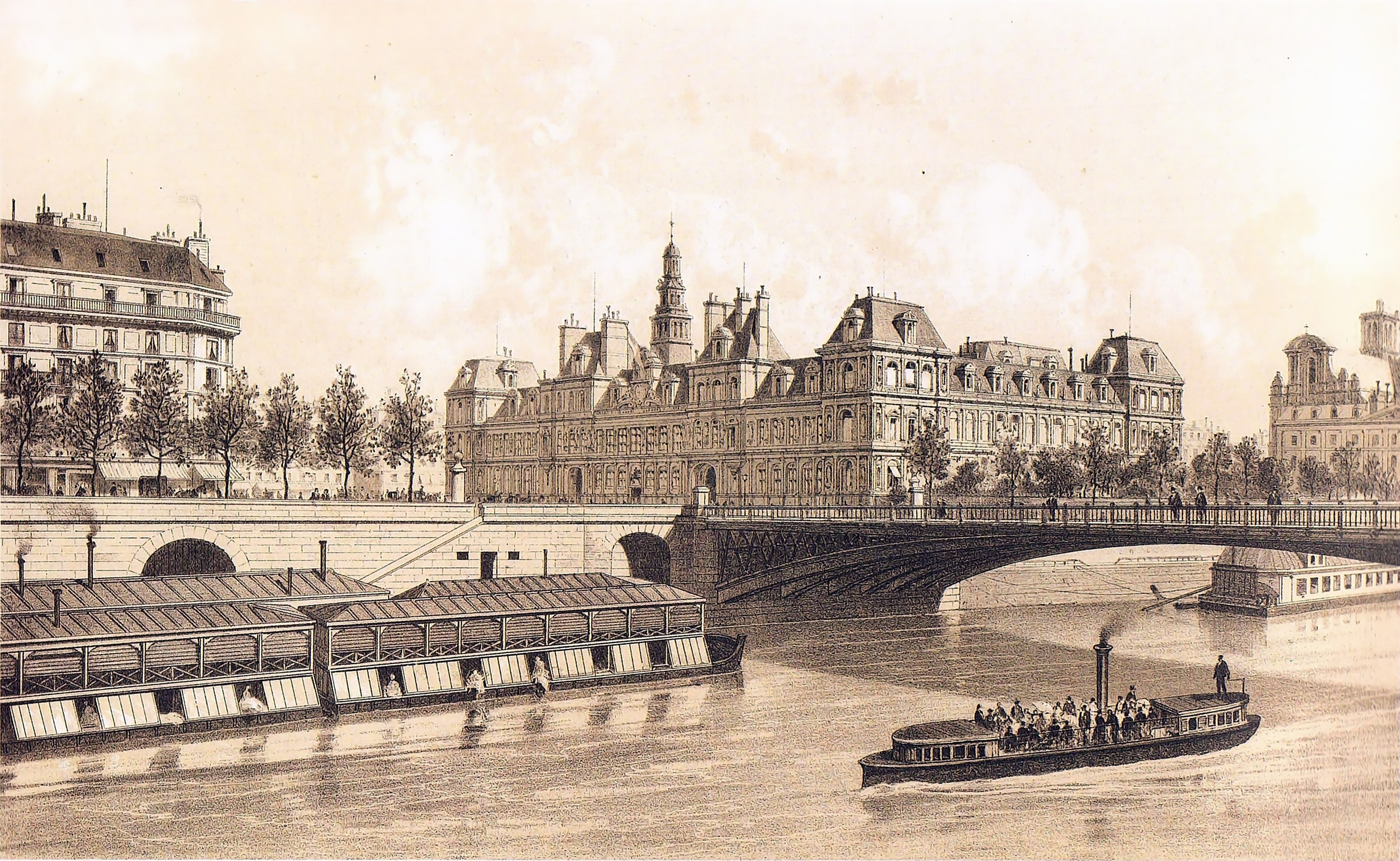
1867
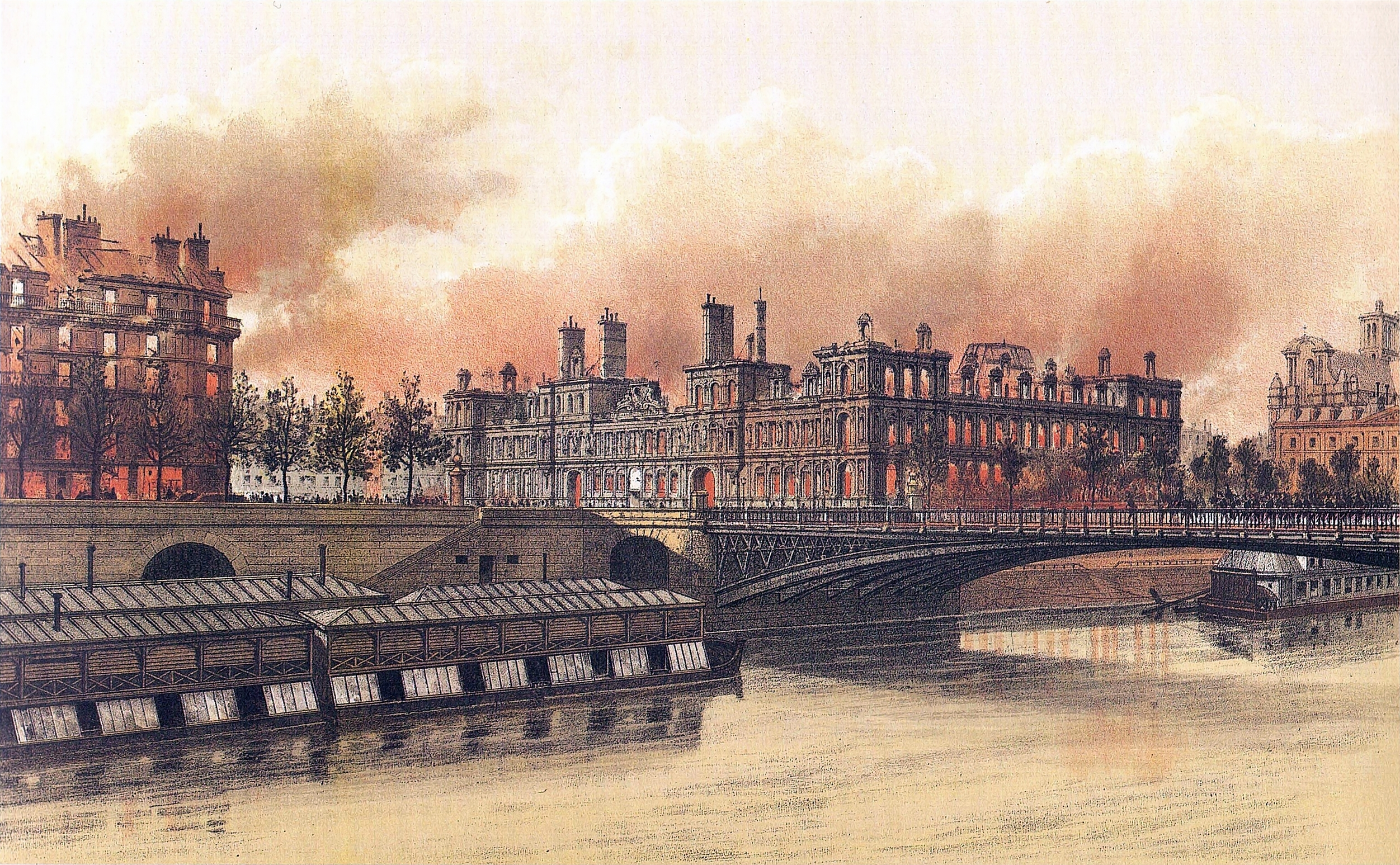
24. Mai 1871: Brand des Hôtel de Ville
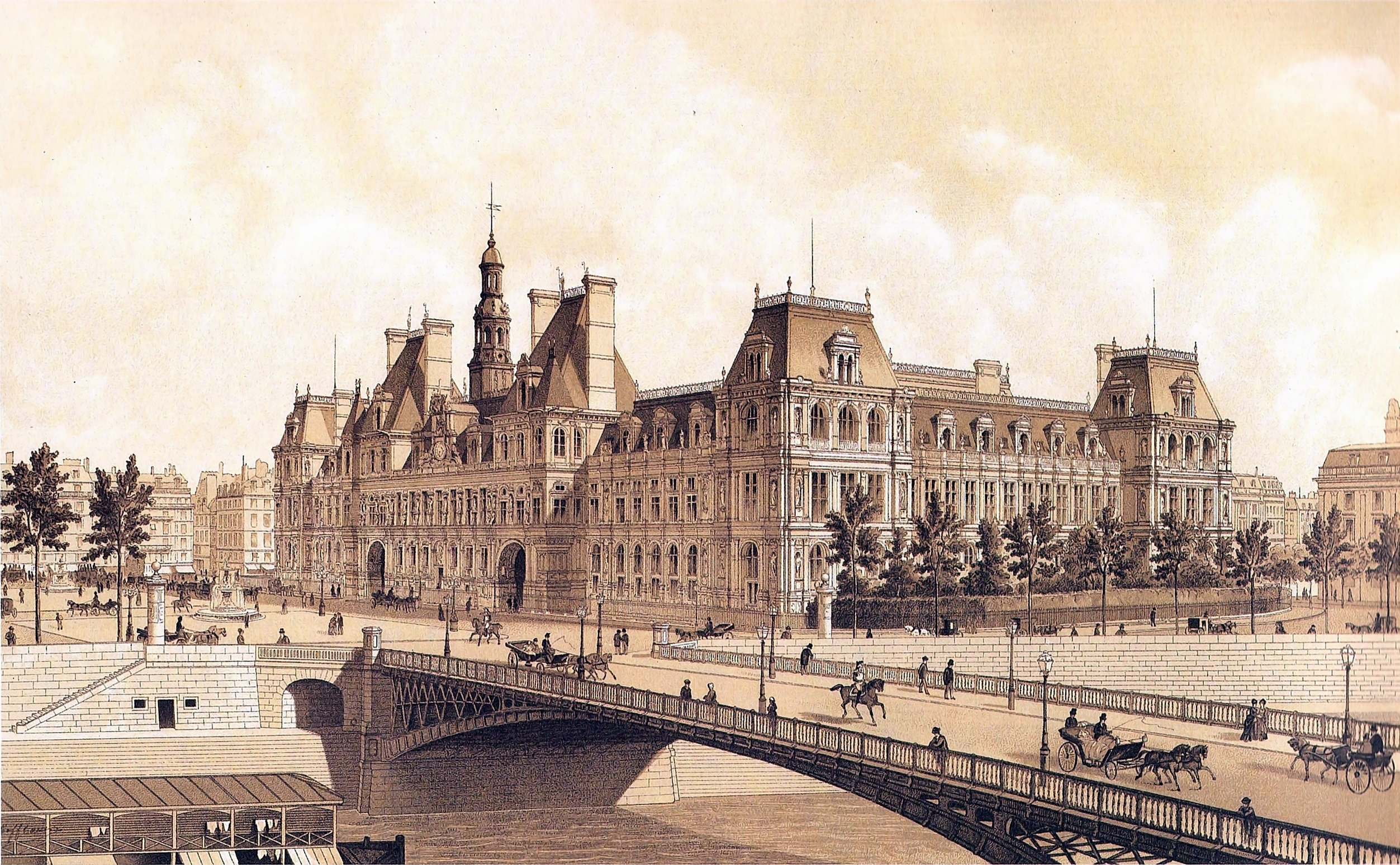
1883